# David Nolan

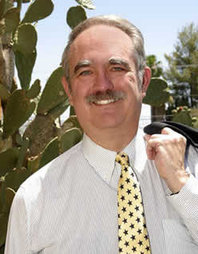
David Nolan auf einem Kampagnenfoto seiner Senatskandidatur 2010

David Fraser Nolan (* 23. November 1943 in Washington, D.C.; † 21. November 2010 in Boulder, Colorado) war ein US-amerikanischer Politiker. Er gründete 1971 die Libertarian Party. Sein Nolan-Diagramm gilt in libertären Kreisen als eine ernstzunehmende Alternative zum politischen Spektrum.

## Leben
Nolan verbrachte seine frühe Jugend im US-Bundesstaat Maryland. Während seiner Schulzeit entdeckte er die Idee des Libertarismus durch die Lektüre des Science-Fiction-Autors Robert A. Heinlein sowie des Buchs Atlas wirft die Welt ab der politischen Autorin Ayn Rand. Er schrieb sich am MIT ein, um einen Master in Architektur zu erlangen, endete aber 1966 mit einem Bachelor in Politikwissenschaften.
Das 1970 von ihm entwickelte Nolan-Diagramm beansprucht, die Überwindung des eindimensionalen Links-rechts-Schemas durch die Aufsplittung wirtschaftlicher gegenüber sozialer Freiheit zu ermöglichen, wird jedoch u. a. wegen seiner libertären Voreingenommenheit kritisiert.
Bei der Kongresswahl 2006 kandidierte er für die Libertarian Party im US-Bundesstaat Arizona und erhielt zwei Prozent der Wählerstimmen in seinem Wahldistrikt. Bei der Wahl zum Senat 2010 kandidierte Nolan erneut, konnte jedoch nur rund 4,7 Prozent der Wähler von Arizona von sich überzeugen.